# Deutsche Gesellschaft für Information und Wissen
Die Deutsche Gesellschaft für Information und Wissen e. V. (DGI) ist Fachgesellschaft für Dokumentare, Bibliothekare, Archivare und sonstige Information Professionals aus den Bereichen der Informationswissenschaft und Informationswirtschaft. Die 1948 gegründete Organisation hat es sich zum Ziel gesetzt, die Informationswissenschaft und -praxis in Deutschland zu fördern. Die Gesellschaft ist seit dem 29. August 2011 im Transparenz-Register der EU eingetragen.

## Geschichte
Die Deutsche Gesellschaft für Dokumentation (DGD) wurde am 28. Mai 1941 auf einer Sitzung des Fachnormenausschusses für Bibliotheks-, Buch- und Zeitschriftenwesen gegründet. Die DGD sollte die Arbeit und den Meinungsaustausch auf dem Gebiet der Dokumentation koordinieren mit dem Ziel, eine möglichst lückenlose Dokumentation für das Deutsche Reich aufzubauen. Dazu gehörte auch die Beschaffung und Auswertung ausländischer Literatur, deren Ergebnisse möglichst schnell Militär, Wissenschaft und Wirtschaft zur Verfügung gestellt werden sollten. Das NS-Regime förderte diese Bestrebungen nachhaltig. Vertreter des Reichsministeriums für Volksaufklärung und Propaganda, des Reichswirtschaftsministeriums, des Auswärtigen Amtes, des Oberkommandos der Wehrmacht und des Reichssicherheitshauptamtes (hier: Walter von Kielpinski) nahmen an der Gründungssitzung teil. Zum ersten Vorsitzenden wurde der Direktor der Universitätsbibliothek Leipzig, Fritz Prinzhorn, ernannt. In den Beirat der Gesellschaft wurden neben den Vertretern der Ministerien und der Wehrmacht Gustav Abb, Hugo Andres Krüß, Wilhelm Gülich, Leo Hausleiter und Werner Rust an. Mitglied konnten nicht nur Einzelpersonen, sondern auch Körperschaften werden. Die Gesellschaft gab ab 1943 einen „Zentralnachweis“ der in Deutschland verfügbaren ausländischen Literatur heraus, der kriegswichtigen „Bedarfsträgern“ aus Wissenschaft, Industrie, Staat und Militär zugänglich war.
Die DGD wurde 1948 „reaktiviert“ und nannte sich 1998 in Deutsche Gesellschaft für Informationswissenschaft und Informationspraxis um. Sie zählt ca. 1000 institutionelle sowie persönliche Mitglieder (2011). Zu den Hauptaktivitäten der DGI zählt die Durchführung von Veranstaltungen wie Kongressen, Tagungen, Messeteilnahmen sowie Weiterbildungsveranstaltungen für Informationsfachkräfte und Quereinsteiger, darunter der Zertifikatslehrgang Informationsassistenz. Seit August 2014 lautet ihr neuer Name Deutsche Gesellschaft für Information und Wissen e. V.

## Vorstand
Der Vorstand besteht seit Dezember 2021 aus Monika Hagedorn-Saupe (Präsidentin), Luzian Weisel (Vize-Präsident) und Michael Borchardt (Schatzmeister). Weiterhin sind Gesine Andersen, Axel Emert (Sprecher des Beirats), Tamara Heck, Sylvia Kullmann, Margret Schild und Gudrun Schmidt im Vorstand. Die Geschäftsstelle der DGI wird geleitet von Margarita Reibel-Felten.

## Vorsitzende der DGI bzw. der DGD
- Am 7. Dezember 2021 wurde Monika Hagedorn-Saupe zur Präsidentin gewählt.
- 2017–2021: Marlies Ockenfeld, bis 2011 Fraunhofer-Institut IPSI (Integrierte Publikations- und Informationssysteme)
- 2014–2017: Reinhard Karger, Unternehmenssprecher des DFKI (Deutsches Forschungsinstitut für Künstliche Intelligenz)
- 2008–2014: Stefan Gradmann, Katholieke Universiteit Leuven (Belgien) (zuvor Professor am Institut für Bibliotheks- und Informationswissenschaft der HU Berlin)
- 2002–2008: Gabriele Beger, Direktorin der Staats- und Universitätsbibliothek Hamburg (zuvor Zentral- und Landesbibliothek Berlin)
- 1999–2002: Horst Neißer, Direktor der Stadtbibliothek Köln
- 1996–1999: Joachim-Felix Leonhard, Deutsches Rundfunkarchiv Frankfurt (anschließend Staatssekretär im Hessischen Ministerium für Wissenschaft und Kunst)
- 1990–1996: Arnoud de Kemp, Springer Verlag Heidelberg (heute digiprimo Heidelberg/Berlin)
- 1987–1990: Gerhard Kohnen, Presse- und Informationsamt der Bundesregierung
- 1978–1987: Peter Canisius, Bundesanstalt für Straßenwesen (BASt)
- 1975–1978: Helmut Möhring, Chemiker und Dokumentar Bayer AG Leverkusen
- 1972–1975: Ernst Lutterbeck, Regierungsdirektor im Bundesministerium des Innern (BMI)
- 1961–1972: Helmut Arntz, Giessen Laboratory for scientific photography
- 1955–1961: Erich Pietsch, Direktor des Gmelin-Instituts für anorganische Chemie und Grenzgebiete in der Max-Planck-Gesellschaft
- 1951–1955 Hanns Wilhelm Eppelsheimer, Generaldirektor der Deutschen Bibliothek Frankfurt am Main Direktor der Stadt- und Universitätsbibliothek Frankfurt am Main
- 1948–1951 Walter Schürmeyer, Bibliotheksdirektor der Bibliothek für Kunst und Technik Frankfurt am Main

## Publikationen
Die DGI gibt unter anderem die Fachzeitschrift Information – Wissenschaft & Praxis (ISSN 1434-4653, bis 1997 Nachrichten für Dokumentation), die Buchreihe Informationswissenschaft (ISSN 0940-6662, bislang 13 Titel von 1991 bis 2023) und die Tagungsbände der jährlichen DGI-Online-Tagung heraus. Von 1996 bis 1998 gab es von ihr ein Jahrbuch zur Lage der Informationswirtschaft. Seit Beginn des Jahres 2012 erscheint die Fachzeitschrift IWP im Verlag de Gruyter.

## Fachgruppen
Mitglieder der DGI bearbeiten in Fachgruppen einschlägige Themen aus dem Informationsbereich.
Als eine der ältesten Fachgruppen bearbeitet der Arbeitskreis Terminologie und Sprachfragen (AKTS) die „Terminologie der Information und Dokumentation“, die erstmals 1975 beim Verlag Dokumentation erschienen ist. Die 2. neu bearbeitete Ausgabe ist 2006 erschienen, ein korrigierter Nachdruck aus dem Jahr 2011 ist als Download online verfügbar. 2023 erschien Teil 1 der 3. Ausgabe  „Terminologie der Information und Dokumentation. Grundwortschatz“.
Neu gegründet wurde 2023 die Fachgruppe „Archiv der Deutschen Gesellschaft für Dokumentation“, die das überlieferte Schrifttum aus den Jahren 1948 bis 1998 auswerten will. Erste Ergebnisse wurden anlässlich des Jubiläums-Symposiums 75 Jahre DGI in der IWP veröffentlicht.

## Verwandte Organisationen
Im deutschsprachigen Raum gibt es unter anderem folgende vergleichbare Organisationen, die sich mit dem Fachgebiet der DGI überschneiden.
- Fachgesellschaften für Dokumentare, Bibliothekare, Archivare und sonstige Information Professional
  - Österreichische Gesellschaft für Dokumentation und Information (ÖGDI)

- Bibliothekarische Vereinigungen
  - Bibliothek & Information Deutschland (BID)
  - Deutscher Bibliotheksverband e. V. (dbv)
  - Bibliothek Information Schweiz (BIS)
- Medizinische Dokumentation
  - Der Fachverband für Dokumentation und Informationsmanagement in der Medizin (DVMD)
  - Pharma Arbeitskreis Information und Dokumentation (PAID)
- Technische Dokumentation
  - Deutscher Fachverband für Technische Kommunikation und Informationsentwicklung
  - Schweizerischen Gesellschaft für Technische Kommunikation (TEKOM)
- Archivwesen
  - Verband deutscher Archivarinnen und Archivare e. V. (VdA)
  - Verein Schweizerischer Archivarinnen und Archivare (VSA)
- Enterprise Content Management (ECM) und Schriftgutverwaltung (Records Management)
  - Verband Organisations- und Informationssysteme e. V.
- Informationswissenschaft
  - Hochschulverband Informationswissenschaft e. V. (HI)
- Informatik
  - Gesellschaft für Informatik e. V.